# Parque nacional terrestre de Saba
El Parque nacional terrestre de Saba es el nombre que recibe un área protegida en la isla de Saba, un territorio de los Países Bajos en las Antillas.
El área abarca 43 hectáreas. La porción más grande de 35 hectáreas, está ubicada en el norte de la isla de Saba. En 1999 la Fundación de Conservación de Saba, que gestiona la naturaleza de Saba, donó terrenos con ese propósito. La zona montañosa es una antigua mina de azufre y hay varias especies protegidas de aves. El resto del parque incluye el Monte Scenery, de más de 550 metros, donde no se permite la construcción y hay catorce senderos de propiedad particular.